# Mae Azango
Mae Azango (geb. 6. Mai 1972 in Monrovia) ist eine liberianische Journalistin. Sie schreibt für die Tageszeitung FrontPage Africa. Bekannt wurde sie für ihre Artikel zur Weiblichen Genitalverstümmelung (FGM), die wesentlich zu einem Rückgang dieser Praxis im ganzen Land beitrugen. 2012 wurde sie mit einem International Press Freedom Award des Committee to Protect Journalists ausgezeichnet.

## Herkunft und Ausbildung
Mae Azango kam 1972 in Monrovia als Tochter des beigeordneten Richters am Supreme Court of Liberia Robert G.W. Azango zur Welt. Dieser wurde 1990 während des ersten liberianischen Bürgerkriegs von Mitgliedern der National Patriotic Front of Liberia Charles Taylors aus dem Haus der Familie entführt, verprügelt und starb später im Gefängnis an seinen Verletzungen. Sie ist das jüngste von drei Geschwistern und lebte mit ihrer Familie in Paynesville, einem Vorort der Hauptstadt Monrovia.
An der University of Liberia absolvierte sie nach ihren Angaben von 2015 bis 2019 ein Bachelorstudium zu Kommunikation und Medien.
Als 18-Jährige brachte sie ihr erstes Kind zur Welt und machte die verstörende Erfahrung, dass sie von der traditionellen Hebamme, die sie unterstützen sollte, geschlagen und des Ehebruchs beschuldigt wurde. 1996 floh Azango vor dem Bürgerkrieg ins Exil in die Elfenbeinküste.

## Journalismus
Azango kehrte 2002 nach Liberia zurück und begann als Journalist zu arbeiten. Zu den Themen ihrer Berichterstattung gehörten Schwangerschaftsabbruch, Vergewaltigung, Teenagerschwangerschaften, illegaler Bergbau und die Arbeitsbedingungen in Projekten, die der libysche Machthaber Muammar Gaddafi in Liberia finanzierte. 2011 dokumentierte sie die Vergewaltigung eines 13-jährigen Mädchens durch einen Polizisten, woraufhin dieser verhaftet wurde.

### Weibliche Genitalverstümmelung
Azango ist vor allem für ihre Berichterstattung über Genitalverstümmelung bekannt. Sie veröffentlichte 2010 den ersten Artikel zu diesem Thema. In Liberia, Sierra Leone, Guinea und der Elfenbeinküste gibt es eine traditionelle Praxis, bei der die Klitoris und ein Teil der Schamlippen von Mitgliedern der geheimen Sande-Organisation amputiert werden, oft unter unhygienischen Bedingungen. Nach Schätzungen wurden 58 % der liberianischen Frauen in irgendeiner Form dieser Prozedur unterzogen.
Am 8. März 2012, dem Internationalen Frauentag, berichtete sie in FrontPage Africa von einer Frau, die von fünf anderen Frauen festgehalten wurde, während ihr die Klitoris amputiert wurde. In dem Artikel wurde das Verfahren beschrieben, das die Sande als geheim betrachten. Am Tag des Erscheinens erhielt die Zeitung so viele Drohungen, dass der leitende Redakteur Wade Williams Azango empfahl unterzutauchen. Ihr selbst wurde die Durchführung der Prozedur angedroht. Nachdem die örtliche Polizei nichts gegen die Drohungen unternahm, tauchte Azango unter und brachte ihre neunjährige Tochter bei Verwandten unter.
Das Committee to Protect Journalists (CPJ), eine in den USA ansässige Presse-NGO, forderte die liberianische Präsidentin Ellen Johnson Sirleaf auf, Azango Schutz zu gewähren und ihre Sicherheit zu garantieren. Auch Amnesty International und Reporter ohne Grenzen gaben Erklärungen zur Unterstützung ab, ebenso die Columbia Journalism School und die Internationale Journalisten-Föderation. Der Radiojournalist Tetee Gebro vom liberianischen Sender Sky FM berichtete von Azangos Geschichte als Zeichen der Solidarität.
Unter dem Eindruck des nationalen und internationalen Drucks gab die Regierung Sirleaf vor Ende des Monats bekannt, dass sie sich mit den traditionellen Führern darauf geeinigt habe, die Praxis der Genitalverstümmelung offiziell auszusetzen, womit überhaupt erstmalig ein liberianischer Politiker zur Praxis der Genitalverstümmelung öffentlich kritisch Stellung nahm.

## Auszeichnungen
- 2011: Stipendium des US-amerikanischen Pulitzer Center on Crisis Reporting[18]
- 2012: CPJ International Press Freedom Award[19]
- 2012: International Press Freedom Award der Canadian Journalists for Free Expression Toronto